# Șipca (Șoldănești)
Șipca è un comune della Moldavia situato nel distretto di Șoldănești. Secondo il censimento del 2004 all'epoca ospitava 756 abitanti..